# Irreplaceable
"Irreplaceable" é uma canção da cantora americana Beyoncé, para o seu segundo álbum de estúdio B'Day. Foi escrita por Beyoncé, Shaffer "Ne-Yo" Smith, Mikkel S. Eriksen, Tor Erik Hermansen, Espen Lind, Amund Bjørklund e produzida por Stargate e Beyoncé. "Irreplaceable" era originalmente uma faixa country; foi então re-arranjada como uma balada pop de andamento mediano com influências R&B através de modificações nos arranjos vocais e instrumentação. Durante a produção e sessões de gravação, Beyoncé e Ne-Yo queriam criar uma canção em que as pessoas de ambos os sexos poderiam se identificar. A faixa diz liricamente sobre o término de um relacionamento com um homem infiel.
Após os lançamentos anteriores "Déjà Vu" e "Ring the Alarm" terem alcançado posições medianas em paradas musicais, "Irreplaceable" foi lançada em 2006 mundialmente como o segundo single do álbum, e em 5 de dezembro nos Estados Unidos como o terceiro, através da Columbia Records. Os meios de comunicação Pitchfork Media e Rolling Stone a classificaram em suas listas de melhores canções da década de 2000. "Irreplaceable" ganhou vários prêmios incluindo Best R&B/Soul Single nos prêmios Soul Train Music Award de 2007, além de ter sido nomeada na categoria Record of the Year nos 50th Grammy Awards.
O single atraiu sucesso mundialmente. Tornou-se o quarto número-um de Beyoncé nos Estados Unidos, sendo o lançamento mais bem sucedido de B' Day, e permaneceu no topo da Billboard Hot 100 por 10 semanas consecutivas. "Irreplaceable" foi o single mais vendido nos Estados Unidos de 2007, a vigésima-quinta canção de mais sucesso na década de 2000 na região, e foi certificada platina dupla pela Recording Industry Association of America (RIAA). Também tornou-se o segundo single da cantora a alcançar 200 milhões de impressões de audiência em 2006. Ela é a segunda artista a conseguir este feito nos Estados Unidos, depois que Mariah Carey tornou-se a primeira em 2005. "Irreplaceable" alcançou o topo das paradas na Austrália, número quatro no Reino Unido e ficou entre as vinte canções mais bem colocadas em vários países europeus. "Irreplaceable" foi o décimo single mais bem vendido digitalmente em 2007 com 4,6 milhões de cópias vendidas no mundo.
O videoclipe de divulgação para o single foi dirigido por Anthony Mandler e serviu como a estreia da banda composta apenas de mulheres de Beyoncé, Suga Mama. O vídeo foi incluído no B'Day Anthology Video Album e uma edição de vídeo foi produzida para "Irreemplazable", a versão em espanhol da canção. Ganhou o prêmio Video of the Year na premiação do canal Black Entertainment Television (BET), e foi indicado para MTV Video Music Award para Video of the Year no MTV Video Music Awards em 2007. "Irreplaceable" tem sido apresentada regularmente em turnês de Beyoncé e outras apresentações ao vivo desde 2006. A American Society of Composers, Authors and Publishers (ASCAP) reconheceu a canção como uma das mais executadas de 2007, no ASCAP Pop Music Awards.

## Desempenho
Com o desempenho gráfico mais bem sucedido do que "Déjà Vu" e "Ring the Alarm", "Irreplaceable" foi lançado em 5 de Dezembro de 2006 nos Estados Unidos como o terceiro single do álbum, e como o segundo single na maioria dos mercados internacionais de música. "Irreplaceable" foi um sucesso comercial e de crítica em todo o mundo, se tornando a segunda melhor venda de um single de Beyoncé em carreira solo depois de "Crazy in Love", se tornou também o maior sucesso do álbum B'Day.
O single teve um bom desempenho na Billboard Hot 100, permanecendo no primeiro lugar por doze semanas consecutivas. Certificado como disco de platina triplo, "Irreplaceable" nos Estados Unidos foi o single mais vendido em 2007 e a vigésima quinta canção de maior sucesso da década de 2000, de acordo com a Billboard Hot 100 Songs of the Decade.

## Recepção da Crítica

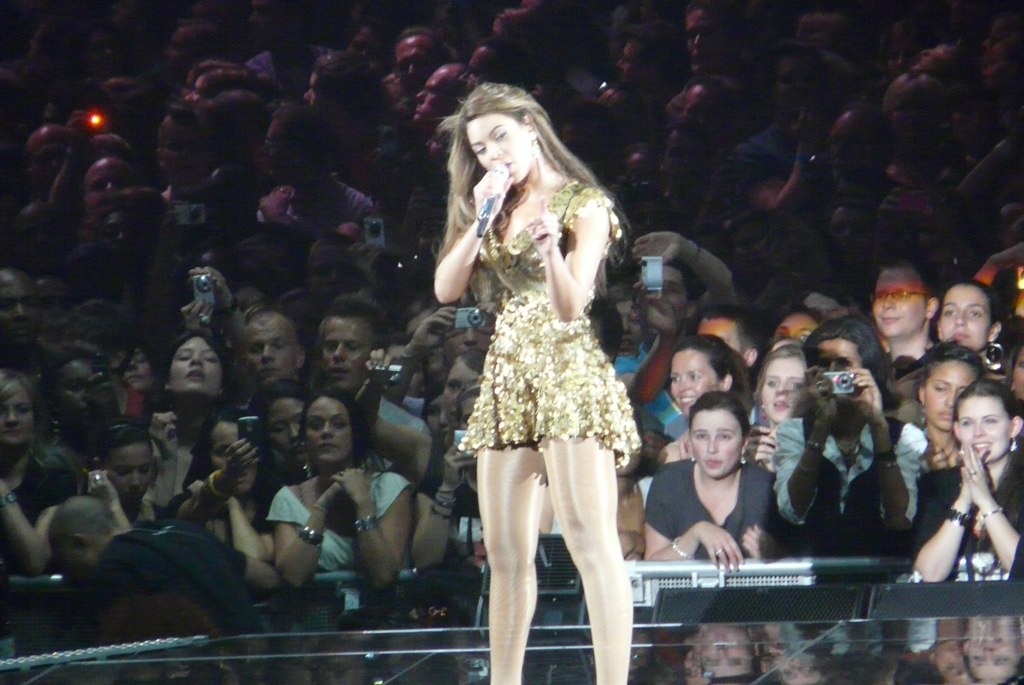
Irreplacable

"Irreplaceable" foi elogiado por críticos contemporâneos, citando a sua produção distinta, comparativamente com a maioria das faixas do álbum. A canção ganhou alguns prêmios, incluindo o Soul Train Music Awards em 2007, a revista Rolling Stone colocou a canção no número sessenta na lista das 100 melhores músicas da década de 2000. O videoclipe do single, mostra a performance de estreia da banda feminina Suga Mama.

## Videoclipe
O videoclipe, que foi dirigido por Anthony Mandler, co-diretor de Get Me Bodied mostra Beyoncé em sua casa, falando com seu ex-namorado, que está indo embora.

## Performance nas paradas
| País/Parada (2006–10)                                                            | Melhor posição |
| -------------------------------------------------------------------------------- | -------------- |
| Austrália (ARIA)                                                                 | 1              |
| Áustria (Ö3 Austria Top 75)                                                      | 11             |
| Bélgica (Ultratop 50 de Flandres)                                                | 13             |
| Bélgica (Ultratop 50 da Valônia)                                                 | 25             |
| Canadá — Canadian Hot 100                                                        | 2              |
| Chéquia — Czech Airplay Chart                                                    | 4              |
| Dinamarca (Hitlisten)                                                            | 9              |
| Europa (Billboard European Hot 100 Singles)                                      | 7              |
| França (SNEP)                                                                    | 10             |
| França — France Radio Chart (SNEP)                                               | 3              |
| O campo songid é OBRIGATÓRIO PARA PARADA ALEMÃ                                   | 11             |
| Grécia — IFPI Grécia                                                             | 17             |
| Hungria (Rádiós Top 40)                                                          | 1              |
| Irlanda (IRMA)                                                                   | 1              |
| Itália (FIMI)                                                                    | 10             |
| Países Baixos (Dutch Top 40)                                                     | 3              |
| Nova Zelândia (Recorded Music NZ)                                                | 1              |
| Noruega (VG-lista)                                                               | 8              |
| Suécia (Sverigetopplistan)                                                       | 19             |
| Suíça (Schweizer Hitparade)                                                      | 9              |
| Reino Unido — UK Singles Chart                                                   | 4              |
| Reino Unido — UK Indie Chart · (Somado com versão ao vivo "Live at Glastonbury") | 7              |
| Estados Unidos — Billboard Hot 100                                               | 1              |
| Estados Unidos — Hot R&B/Hip-Hop Songs (Billboard)                               | 1              |
| Estados Unidos — Hot Dance Club Play (Billboard)                                 | 1              |
| Estados Unidos — Pop Songs (Billboard)                                           | 1              |
| Estados Unidos — Pop 100 (Billboard)                                             | 1              |
| Estados Unidos — Rhythmic Top 40 (Billboard)                                     | 1              |
| Estados Unidos — Adult Contemporary (Billboard)                                  | 10             |
| Estados Unidos — Latin Songs (Billboard) · (Somado com "Irreemplazable")         | 4              |
| Irreemplazable (Spanglish version)                                               |                |
| União Europeia — European Hot 100 Singles                                        | 100            |
| Finlândia — Finnish Singles Chart                                                | 13             |
| Alemanha — German Singles Chart                                                  | 78             |
| Grécia — Greek Singles Chart                                                     | 2              |
| Itália — Italian Singles Chart                                                   | 3              |

| Chart (2006)                               | Position |
| ------------------------------------------ | -------- |
| Austrália — Australian Singles Chart       | 23       |
| Austrália — Australian Urban Singles Chart | 16       |
| Irlanda — Irish Singles Chart              | 17       |
| Suíça — Swiss Singles Chart                | 96       |
| País / Parada (2007)                       | Posição  |
| Austrália — Australian Singles Chart       | 42       |
| Austrália — Australian Urban Singles Chart | 19       |
| Países Baixos — Dutch Top 40               | 99       |
| Alemanha — German Singles Chart            | 79       |
| Hungria — Hungarian Airplay Chart          | 44       |
| Estados Unidos — Billboard Hot 100         | 1        |
| Estados Unidos — Hot R&B/Hip Hop Songs     | 7        |
| Estados Unidos — Hot Dance Club Play Songs | 43       |
| Estados Unidos — Pop 100                   | 3        |
| Estados Unidos — Rhythmic Songs            | 8        |
| Estados Unidos — Adult Contemporary Songs  | 24       |
| Irreemplazable (Spanglish version)         |          |
| Estados Unidos — Hot Latin Songs           | 49       |

| País / Parada (2000–09)                | Posição |
| -------------------------------------- | ------- |
| Estados Unidos — Billboard Hot 100     | 25      |
| Estados Unidos — Hot R&B/Hip Hop Songs | 45      |
| Estados Unidos — Pop Songs             | 40      |

| País / Certificadora  | Certificações |
| Single                | Single        |
| --------------------- | ------------- |
| Austrália / ARIA      | Platina       |
| Canadá / Music Canada | Platina       |
| Dinamarca / IFPI      | Ouro          |
| Estados Unidos / RIAA | 3× Platina    |
| Nova Zelândia / RIANZ | Platina       |
| Ringtone              |               |
| Estados Unidos / RIAA | 3× Platina    |